# Engoulevent de Guyane
Setopagis maculosa
Espèce
Synonymes
- Nyctipolus maculosus Todd, 1920
(protonyme)
- Caprimulgus maculosus

Statut de conservation UICN

 DD  : Données insuffisantes
L'Engoulevent de Guyane ou Engoulevent de Cayenne (Setopagis maculosa, anciennement Caprimulgus maculosus) est une espèce d'oiseaux de la famille des Caprimulgidae.
Cette espèce n'est connue que par un seul spécimen mâle collecté sur le fleuve Mana en Guyane française en 1917.
Deux observations faites à Saül, un oiseau femelle sur la piste d'atterrissage en 1982 et deux individus en 1999, se rapportent peut-être à cette espèce.
Il n'existe pour l'instant aucune observation de l'oiseau vivant en liberté.
Le réexamen du spécimen type (Cleere, 1994) semble indiquer qu'il s'agit bien d'une espèce à part entière qui n'aurait plus été observée avec certitude depuis sa découverte.